# Anolis scypheus
Anolis scypheus (жовтоязикий аноліс) — вид ігуаноподібних ящірок родини анолісових (Dactyloidae). Мешкає в Південній Америці. Вид названий на честь американського натураліста Джеймса Ортона.

## Поширення і екологія
Жовтоязикі аноліси мешкають на заході Амазонії та у східних передгір'ях Анд на території Венесуели, Колумбії, Еквадору, Перу і Бразилії. Вони живуть у вологих тропічних лісах і заболочених лісах, серед лісової підстилки, на висоті від 200 до 490 м над рівнем моря. Відкладають яйця.